# Стырмен
Стырмен (болг. Стърмен) — село в Болгарии. Находится в Русенской области, входит в общину Бяла. Население составляет 332 человека.

## Политическая ситуация
В местном кметстве Стырмен, в состав которого входит Стырмен, должность кмета (старосты) исполняет Нели Иванова Димова (Национальное движение «Симеон Второй» (НДСВ)) по результатам выборов правления кметства.
Кмет (мэр) общины Бяла — Юрий Петков Симеонов (Гражданский союз за новую Болгарию) по результатам выборов в правление общины.